# Siedlung Wimhölzel-Hinterland

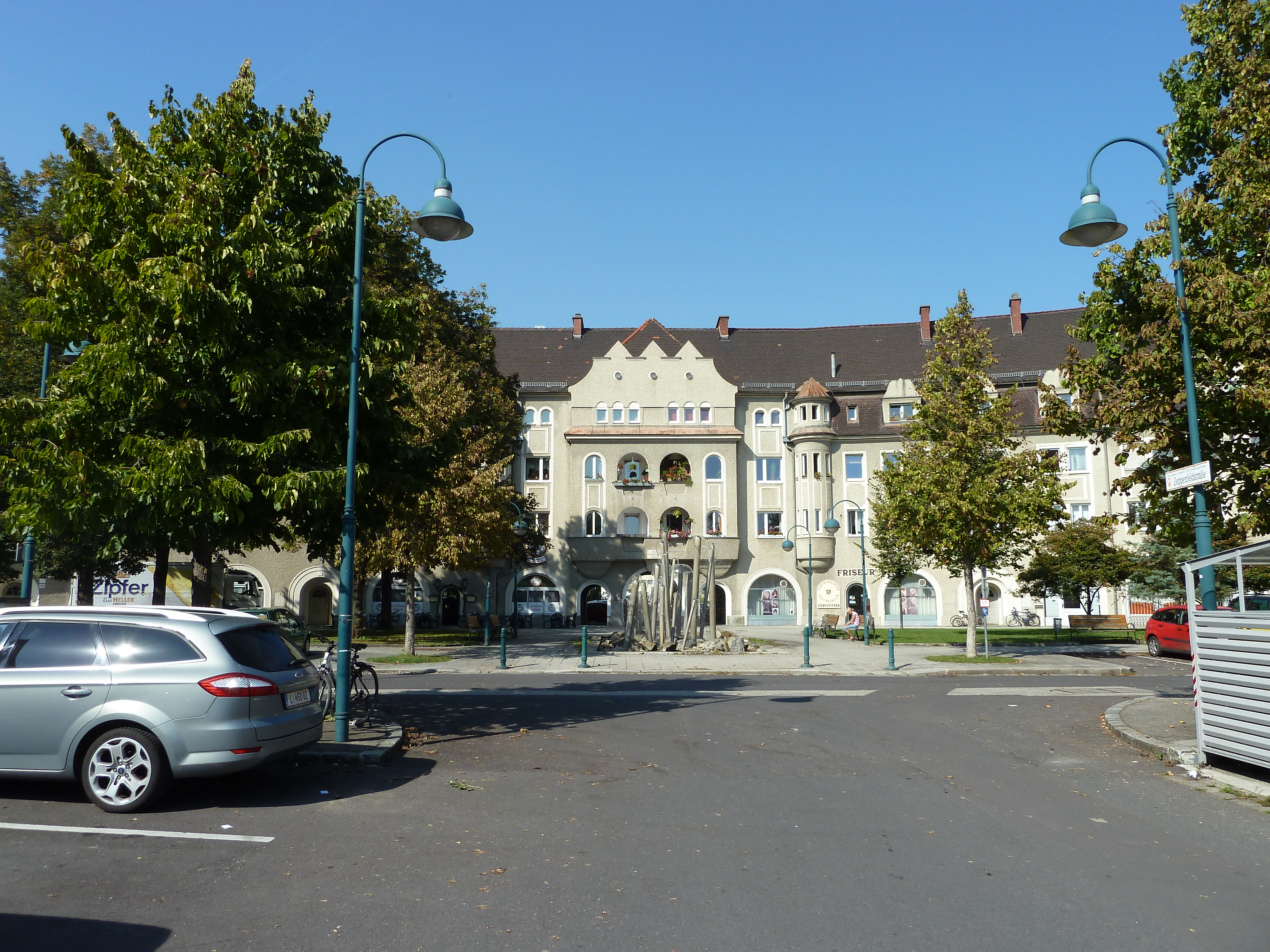
Wimhölzel-Hinterland Wimhölzelstraße 21–23/Durchfahrt Schreberstraße

Die Siedlung Wimhölzel-Hinterland ist eine in den Jahren von 1921 bis 1957 von den Architekten Curt Kühne, Hans Arndt, Paul Theer, Armin Sturmberger, Matthäus Schlager und Fritz Steinfelser geplante, im Linzer Franckviertel errichtete Wohnsiedlung. Sie steht zum Teil unter Denkmalschutz.

## Lage
Die Siedlung Wimhölzel-Hinterland umfasst die Häuser innerhalb der Straßenzüge Wimhölzelstraße, Franckstraße, Hittmairstraße und Ing.-Stern-Straße. Der Mittelpunkt der Siedlung liegt in der platzartigen Verbreiterung der Wimhölzelstraße Hausnummer 21–23, Durchfahrt zur Schreberstraße.

## Geschichte
Nach dem Ersten Weltkrieg war in Linz die Wohnungsnot groß. Die Wohnanlage Wimhölzelstraße 17–27 war dann das erste Großprojekt der Stadt Linz. Vorgesehen waren mehr als 1000 Wohnungen, von denen zunächst nur 160 errichtet wurden. Beeindruckend ist dabei, wie in dieser Notzeit großzügige Wohnungen geplant wurden. Die Zweispännergrundrisse haben durchwegs Vorzimmer, Küche, eine eigene Spüle, WC innerhalb der Wohnung und relativ große Zimmer. Dieser konzeptionelle Höhenflug wurde aber rasch gebremst, die Wohnungsnot mit vielen Kleinwohnungen zu befriedigen war als Augenblicksentscheidung wichtiger. Geplant wurde die Anlage von Stadtbaumeister Curt Kühne. Die sehr bewusst monumentalisierend konzipierte Anlage bedient sich dabei der prononzierten Mittel des Ehrenhofes, der Symmetrie, der Eckausbildungen und Dachaufbauten. Insgesamt ging Kühne mit Detailformen und Schmuckelementen nicht gerade sparsam um. Nicht übersehen werden darf dabei jedoch die großstädtische Haltung dieser Blockverbauung auf der damals noch grünen Wiese.
Zehn Jahre nach der Wohnanlage von Curt Kühne wurde ein zweiter Bauabschnitt an der Stieglbauernstraße realisiert: Die Blockverbauung wurde dabei zugunsten der Zeilenbauweise aufgegeben. Ganz der ästhetischen Haltung der Neuen Sachlichkeit verpflichtet, werden hier die Grundsätze der funktionalistischen Siedlungsplanung angewendet. Bei der Grundrissgestaltung wurde der Zweispännertyp von Kühne im Wesentlichen beibehalten und die Spüle nun als Kochnische ausgebildet. Ansonsten überrascht die Übereinstimmung im Inneren mit dem ersten Bauabschnitt. Abgesehen von einer anderen Erscheinungsform ist hier die Abwendung von der monumentalen Großform mit ihren Nachteilen der Orientierung einzelner Wohnungen hin zur gleichberechtigten Lage und Besonnung der Wohnungen vollzogen.
Die Ergänzungs- und Erweiterungsbauten der NS-Zeit sind wiederum teilweise als Randverbauung realisiert mit verändertem Erscheinungsbild als die Bauten von 1931 durch Anlage schlichter Treppenvorbauten und Eckerker. Nach 1945 perpetuiert sich der Heimatschutzstil vorerst noch unter dem Eindruck der NS-Architektur, um 1952 geht er jedoch zu Architekturformen der Moderne über.
Im Jahr 2019 sollen einige Bauten an der Stieglbauernstraße abgebrochen und durch Neubauten ersetzt werden, was zu kontroversen Diskussionen führte.